# Gröna hatten
Gröna hatten (engelska: A Woman of Affairs) är en amerikansk långfilm från 1928 i regi av Clarence Brown, med Greta Garbo, John Gilbert, Lewis Stone och Johnny Mack Brown i rollerna.

## Handling
Tre barn i den brittiska överklassen växte upp som vänner: Diana (Greta Garbo), Neville (John Gilbert), David (Johnny Mack Brown). Diana och Neville är förälskade i varandra, men Nevilles far är emot deras förhållande och skickar iväg sonen till Egypten i affärssyften. David är god vän med både Diana och hennes bror Jeffry (Douglas Fairbanks Jr.) och efter två års väntan på att Neville ska komma tillbaka gifter sig Diana med David. När David tar sig livet av sig på deras smekmånad i Paris börjar Dianas värld falla samman.

## Rollista
| Greta Garbo           | – Diana      |
| John Gilbert          | – Neville    |
| Lewis Stone           | – Hugh       |
| Johnny Mack Brown     | – David      |
| Douglas Fairbanks Jr. | – Jeffry     |
| Hobart Bosworth       | – Sir Morton |
| Dorothy Sebastian     | – Constance  |